# TSV Bayer Dormagen
TSV Bayer Dormagen 1920 e.V. er en sportsklub, der hører hjemme i Dormagen i Tyskland, der pr. 1. januar 2008 har 4.600 medlemmer. Siden 2002 er alle hjemmekampene i håndbold spillet i TSV Bayer Sportcenter, der har plads til 3.002 tilskuere. Heraf 1.956 siddepladser og 1.046 ståpladser. Klubbens førstehold i håndbold spiller pt. (2011/12) i 2. bundesligaen.